# Distretto di Knittelfeld
Knittelfeld è stato un distretto amministrativo dello stato di Stiria, in Austria. Il 1º gennaio 2012 il distretto si è fuso con quello di Judenburg per formare il nuovo Distretto di Murtal.

## Geografia antropica
Il distretto era suddiviso in 14 comuni, di cui 1 con status di città e 3 con diritto di mercato. Ogni comune ha scritto sotto i propri comuni catastali (Katastralgemeinden), corrispettivi grossomodo alle frazioni.

### Città
- Knittelfeld

### Comuni mercato
- Kobenz
  - Hautzenbichl, Neuhautzenbichl, Oberfarrach, Raßnitz, Reifersdorf, Unterfarrach
- Seckau
  - Dürnberg, Seckau, Neuhofen, Sonnwenddorf
- Spielberg bei Knittelfeld
  - Einhörn, Ingering I, Laing, Lind, Maßweg, Pausendorf, Sachendorf, Schönberg, Spielberg, Weyern

### Comuni
- Apfelberg
  - Landschach
- Feistritz bei Knittelfeld
  - Altendorf, Moos
- Flatschach
- Gaal
  - Bischoffeld, Gaalgraben, Graden, Ingering II, Puchschachen, Schattenberg
- Großlobming
- Kleinlobming
  - Mitterlobming
- Rachau
  - Glein, Mitterbach
- Sankt Lorenzen bei Knittelfeld
  - Fötschach, Gottsbach, Leistach, Pichl, Preg, Preggraben, Ritzendorf, Sankt Benedikten, Schütt, Untermur
- Sankt Marein bei Knittelfeld
  - Feistritzgraben, Fentsch, Fressenberg, Greith, Hof, Laas, Mitterfeld, Prankh, Sankt Martha, Wasserleith, Kniepaß
- Sankt Margarethen bei Knittelfeld
  - Gobernitz, Kroisbach, Obermur, Ugendorf